# Championnat du Bhoutan de football 2015
Navigation
Saison précédente Saison suivante
La saison 2015 du Championnat du Bhoutan de football est la quatrième édition du championnat national de première division au Bhoutan. Après une phase de qualification régionale, les six meilleures équipes du pays, dont trois issues du district de la capitale, Thimphou, s'affrontent à deux reprises. 
C'est le FC Tertons qui remporte la compétition, après avoir terminé en tête du classement final, avec un point d'avance sur Thimphu FC et deux sur Thimphu City FC. C'est le tout premier titre de champion du Bhoutan de l'histoire du club.

## Les clubs participants
- District de Thimphou : 
  - FC Tertons
  - Thimphu FC
  - Thimphu City FC
- District de Paro :
  - Paro United FC
- District de Punakha :
  - Ugyen Academy FC
- District de Chukha :
  - Bhutan Clearing FC

## Compétition

### A-Division
Les trois premiers de la Thimphu League se qualifient pour la Super League.
| Rang | Équipe                  | Pts | J  | G | N | P  | Bp | Bc | Diff |
| ---- | ----------------------- | --- | -- | - | - | -- | -- | -- | ---- |
| 1    | FC Tertons              | 28  | 12 | 9 | 1 | 2  | 31 | 18 | +13  |
| 2    | Thimphu FC              | 25  | 12 | 8 | 1 | 3  | 36 | 19 | +17  |
| 3    | Thimphu City FC         | 23  | 12 | 7 | 2 | 3  | 42 | 15 | +27  |
| 4    | Druk UnitedT            | 23  | 12 | 7 | 2 | 3  | 23 | 22 | +1   |
| 5    | Druk Star Football Club | 15  | 12 | 5 | 0 | 7  | 32 | 31 | +1   |
| 6    | Druk Pol FC             | 9   | 12 | 3 | 0 | 9  | 17 | 27 | -10  |
| 7    | Dzongrig FC             | 0   | 12 | 0 | 0 | 12 | 9  | 58 | -49  |

|  | Participation à la Super League 2015 |
|  | Relégation en B-Division             |
|  | T : Tenant du titre                  |

### Super League
Le classement est établi sur le barème de points classique (victoire à 3 points, match nul à 1, défaite à 0).
| Rang | Équipe             | Pts | J  | G | N | P | Bp | Bc | Diff |  | Résultats (▼ dom., ► ext.) | Ter | TFC | TCi | Ugy | BCl | Par |
| ---- | ------------------ | --- | -- | - | - | - | -- | -- | ---- |  | -------------------------- | --- | --- | --- | --- | --- | --- |
| 1    | FC Tertons         | 22  | 10 | 6 | 4 | 0 | 29 | 10 | +19  |  | FC Tertons                 |     | 1-0 | 1-1 | 4-1 | 2-2 | 5-0 |
| 2    | Thimphu FC         | 21  | 10 | 6 | 3 | 1 | 22 | 10 | +12  |  | Thimphu FC                 | 3-3 |     | 1-1 | 1-0 | 2-0 | 5-0 |
| 3    | Thimphu City FC    | 20  | 10 | 6 | 2 | 2 | 27 | 11 | +16  |  | Thimphu City FC            | 2-4 | 1-3 |     | 3-0 | 5-0 | 4-1 |
| 4    | Ugyen Academy FC   | 14  | 10 | 4 | 2 | 4 | 25 | 19 | +6   |  | Ugyen Academy FC           | 0-0 | 3-3 | 0-4 |     | 8-0 | 2-0 |
| 5    | Bhutan Clearing FC | 4   | 10 | 1 | 1 | 8 | 11 | 38 | -27  |  | Bhutan Clearing FC         | 0-7 | 1-2 | 0-1 | 4-6 |     | 3-2 |
| 6    | Paro United FC     | 3   | 10 | 1 | 0 | 9 | 8  | 34 | -26  |  | Paro United FC             | 1-2 | 0-2 | 1-5 | 0-5 | 3-1 |     |

|  | Champion du Bhoutan 2015 |

## Bilan de la saison
| Championnat du Bhoutan de football 2015 |                        |
| Champion                                | FC Tertons (1er titre) |
| Promotions et relégations               |                        |
| Promus en Super League                  | Aucun                  |
| Relégués                                | Aucun                  |